# Лабежан
Лабежа́н (фр. Labéjan) — коммуна во Франции, находится в регионе Юг — Пиренеи. Департамент — Жер. Входит в состав кантона Миранд. Округ коммуны — Миранд.
Код INSEE коммуны — 32172.

## География
Коммуна расположена приблизительно в 610 км к югу от Парижа, в 80 км западнее Тулузы, в 14 км к юго-западу от Оша.

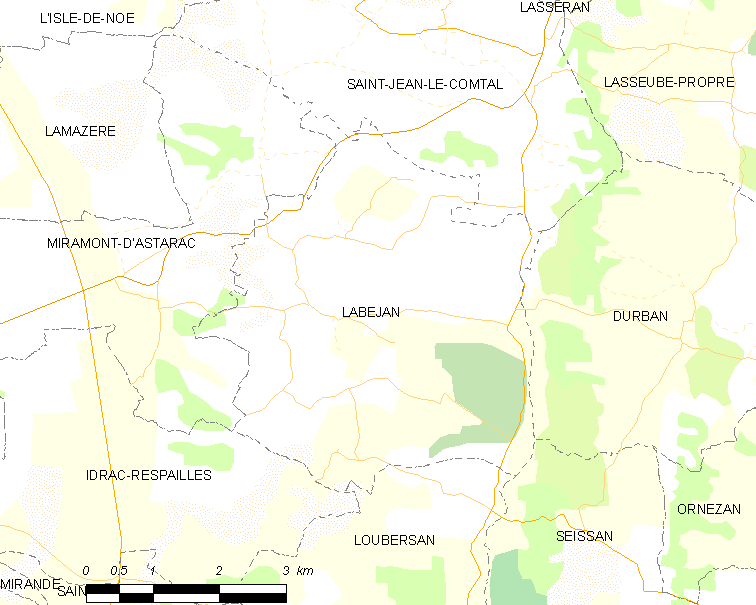
Карта коммуны

## Климат
Климат умеренно-океанический. Лето жаркое и немного дождливое, температура часто превышает 35 °С. Зимой часто бывает отрицательная температура и ночные заморозки. Годовое количество осадков — 700—900 мм.

## Население
Население коммуны на 2010 год составляло 325 человек.
| 1962 | 1968 | 1975 | 1982 | 1990 | 1999 | 2010 |
| ---- | ---- | ---- | ---- | ---- | ---- | ---- |
| 290  | 273  | 224  | 229  | 255  | 259  | 325  |

## Администрация
| Период | Период | Фамилия      | Партия | Примечания |
| ------ | ------ | ------------ | ------ | ---------- |
| 2001   | 2014   | Патрик Иверн |        |            |
| 2014   | 2020   | Сильви Лаий  |        |            |

## Экономика
В 2010 году среди 219 человек трудоспособного возраста (15-64 лет) 166 были экономически активными, 53 — неактивными (показатель активности — 75,8 %, в 1999 году было 75,3 %). Из 166 активных жителей работали 151 человек (80 мужчин и 71 женщина), безработных было 15 (7 мужчин и 8 женщин). Среди 53 неактивных 25 человек были учениками или студентами, 23 — пенсионерами, 5 были неактивными по другим причинам.

## Достопримечательности
- Церковь Свв. Абдона и Сеннена (XVI век). Исторический памятник с 1962 года[4]